# McGregor Museum
Il McGregor Museum, situato a Kimberley, in Sudafrica, originariamente noto come Alexander McGregor Memorial Museum, è un museo fondato nel 1907.

## Descrizione
Situato inizialmente in un apposito edificio in Chapel Street, a Kimberley, il museo è gestito da un Consiglio di fondatori, finanziato prima dal comune (fino agli anni cinquanta), poi dalla provincia del Capo, e oggi dalla provincia del Capo Settentrionale tramite il dipartimento dello sport, dell'arte e della cultura.
Alexander McGregor fu un sindaco di Kimberley, la cui moglie lasciò in eredità l'edificio per perpetuarne le memoria.
Oggi il museo si trova nel vecchio sanatorio di Kimberley a Belgravia, Kimberley, ed ha numerosi sedi satellite tra cui l'edificio originario di Chapel Street. Il museo fu inaugurato il 24 settembre 1907. Per pura coincidenza il 24 settembre fu poi scelto quale giorno dell'eredità, una festività pubblica in Sudafrica dal 1994.
Il McGregor Museum è un importante istituto di ricerca del Capo Settentrionale (una provincia che non possiede un'università) nel campo della storia culturale e naturale (comprese zoologia, botanica, storia generale, storia sudafricana, archeologia e antropologia sociale). Possiede importanti collezioni e materiale d'archivio e, grazie alle sue collezioni ed alle attività di ricerca, svolge funzioni di istruzione per la comunità locale.

## Direttori del museo
Il McGregor Museum è gestito da un Consiglio di fondatori, originariamente finanziato dal comune di Kimberley, dalla De Beers e da molti donatori (a partire dal 1907), per poi venire aiutato dall'amministrazione provinciale del Capo (dal 1958) e dalla provincia del Capo Settentrionale tramite il dipartimento provinciale di sport, arti e cultura, che fornisce anche personale al museo (dopo il 1994).
I direttori del McGregor Museum sono stati:
- Maria Wilman (1908–1946)
- John Hyacinth Power (1947–1958)
- Rudolph Carl Bigalke (1958–1964)
- Richard Liversidge (1966–1986)
- Elizabeth Anne Voigt (1987–1999)

L'attuale direttore è Colin Fortune (in carica dal 2000).

## Collezioni ed esposizioni
Il museo espone importanti collezioni di storia naturale e storia culturale, tra cui collezioni di botanica (un erbario), di zoologia, un archivio storico (con documenti, fotografie e registrazioni di storia orale), di etnografia, archeologia e pittura rupestre, di antropologia fisica, paleontologia e geologia.

## Espansione nel sanatorio

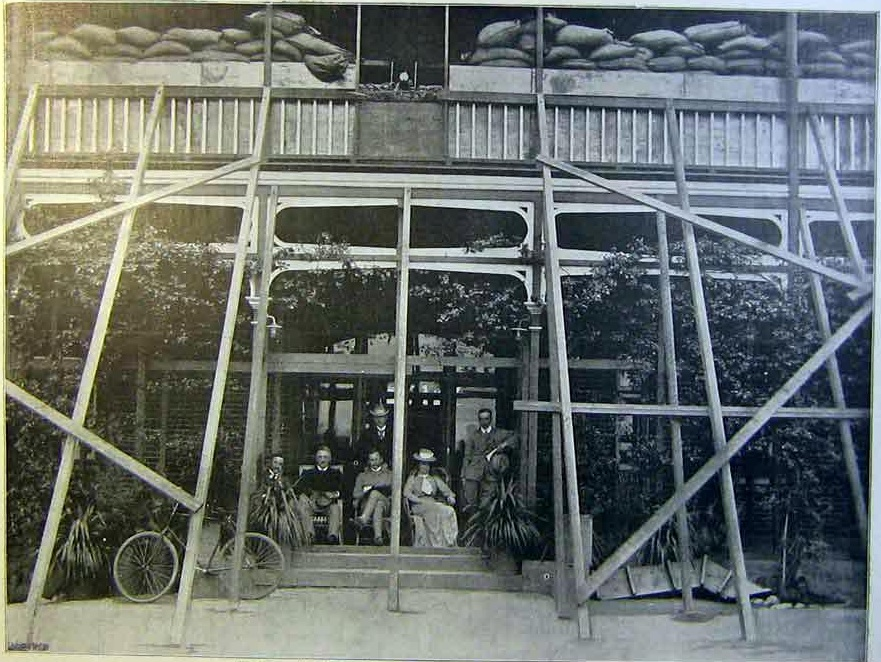
Cecil Rhodes in posa presso il sanatorio durante l'assedio di Kimberley

Al crescere dello spazio a disposizione in altri edifici cittadini, il museo fu trasferito nel 1973 presso il sanatorio di Kimberley (costruito nel 1897), che in precedenza fungeva anche da Hotel Belgrave (1902–1933) e da Scuola del convento del Sacro Cuore (1933–1971). I nuovi uffici del museo furono aperti ufficialmente il 22 novembre 1976. Durante l'assedio di Kimberley (14 ottobre 1899 – 15 febbraio 1900), nel corso della guerra anglo-boera, Cecil Rhodes abitò nelle stanze di quello che oggi è il sanatorio.

## Edifici satellite
Tra le varie sedi del McGregor Museum ci sono il sito originario cittadino del McGregor Memorial Museum (con una mostra della storia della città), la Duggan-Cronin Gallery (museo fotografico ed etnografico), due case museo, Dunluce e Rudd House, il Pioneers of Aviation Museum, il Magersfontein Battlefield Museum, Wonderwerk Cave nei pressi di Kuruman ed il Wildebeest Kuil Rock Art Centre fuori Kimberley.